# Heteropneustes
Heteropneustes is een geslacht van straalvinnige vissen uit de familie van zakkieuwigen (Heteropneustidae).

## Soorten
- Heteropneustes fossilis (Bloch, 1794)
- Heteropneustes kemratensis (Fowler, 1937)
- Heteropneustes longipectoralis Rema Devi & Raghunathan, 1999
- Heteropneustes microps (Günther, 1864)